# أمعاء محشوة
الأمعاء المحشوة (أو الفوارغ) هو طبق من أصل شرق أوسطي، ويعرف أيضاً في بعض المناطق بالبومبار/ممبار. حيث تُحشى أمعاء البقر أو الضأن بعد تنظيفها جيداً وتطهى بالمرق. تتضمن المكونات الرئيسية للحشوة اللحم المفروم والأرز ومعجون الطماطم والبصل والحمص والملح والفلفل الأسود والبهارات والقرفة.

## أنظر أيضًا
- ممبار
- نقانق
- سجق (طعام)
- قائمة أطباق لحم الضأن
- قائمة الأطباق المحشوة